# ابراهیم محمد الحمدی
ابراهیم محمد الحمدی (عربی: إبراهيم الحمدي)؛ (زاده ۳۰ سپتامبر ۱۹۴۳ – درگذشته ۱۱ اکتبر ۱۹۷۷) رئیس‌جمهور عربی یمن بود که طی سال‌های ۱۹۷۴ تا ۱۹۷۷ در این منصب قرار داشت و در شرایط کاملاً پیچیده‌ای خودش و برادرش در خانه‌شان ترور شدند.

## رسیدن به منصب ریاست جمهوری
وی در سال ۱۹۴۳ در قعطیه که قسمتی از إب بشمار می‌رفت ولی در اساس جزو منطقه ربده در عمران بود به دنیا آمد و به یک خانواده معروف مذهبی در یمن تعلق داشت. پدر وی محمد بن صالح بن مسلم الحمدی یک قاضی در ثلاء و زمار بود. وی در دانشکده خلبانی آموزش دید ولی درسش را نیمه تمام گذاشت و به همراه پدرش در دادگاه زمار در زمان احمد حمید الدین کار می‌کرد. او در زمان رئیس‌جمهور عبدالله السلال فرمانده نیروهای صاعقه شد بعد از آن نیز مسئول جبهه‌های غرب و شرق و میانه گردید. در سال ۱۹۷۲ به عنوان جانشین نخست‌وزیر در امور داخلی تعیین شد و سپس در منصب جانشین فرمانده کل نیروهای مسلح قرار گرفت.

## دوره ریاست جمهوری
در ۱۳ ژوئن ۱۹۷۴ ابراهیم الحمدی رهبری یک کودتای سفید به نام «حرکت اصلاحی ۱۳ ژوئن»" برای پایان دادن به حکم قاضی عبدالرحمن که به عنوان یک دولت ضعیف و ناکارآمد بحساب می‌آمد بر عهده داشت. ابراهیم الحمدی به ریاست یک شورای نظامی، برای رهبری کشور ارتقاء پیدا کرد و از آن به بعد نقش ارتش در نظام سیاسی و زندگی عمومی گسترش بیشتری یافت. او می‌خواست به تجدید ساختار ارتش یمن برای مقابله با ساختار قبیله‌ای وفادار به عربستان سعودی اقدام کند. به همین دلیل شروع به کاهش نقش شیوخ قبایل در ارتش و دولت و وزارت امور قبیله‌ای نمود، که توسط عبدالله بن حسین الاحمر به عنوان مانعی برای توسعه اقتصادی و اجتماعی عمل می‌کرد.
وی معتقد بود که بزرگان قوم، مانعی بر سر راه توسعه سیاسی هستند و می‌گفت که به هیچ بزرگ قبیله‌ای اجازه نمی‌دهد یک پست دولتی را عهده‌دار شود. وی دشمنان قدرتمندی داشت، که مهمترین آنها عبدالله بن حسین الاحمر، بنیانگذار حزب تجمع یمن بود.

## تجدید سازماندهی ارتش
در ۲۷ ژوئیه ۱۹۷۵، که به نام «روز ارتش» نامگذاری شد، منجر به اخراج بسیاری از شیوخ قبائل از رهبری نظامی گردید و نیروهای مسلح یمن تجدید سازماندهی شده، که در آن بسیاری از واحدها ادغام شدند و نیروهای مسلح از چهار نیروی اصلی بقرار زیر تشکیل می‌شد:
- نیروهای قدرتمند: از ادغام تیپ قدرتمند و واحدهای منظم تشکیل شده‌است که وظیفه‌اش حفاظت از حکومت است و برادرش عبدالله الحمدی آن را هدایت می‌کند.
- تفنگداران: از تیپ تکاور و تفنگداران تشکیل شده‌است که توسط عبدالله عبدالعالم (عضو شورای رهبری ایالتی و معاون رئیس‌جمهور از سال ۱۹۷۴ تا ۱۹۷۷) فرماندهی می‌شود.
- نیروهای ذخیره عمومی: از ادغام تیپ طوفان و تیپ احتیاط تشکیل شده‌است.
- نیروهای پلیس نظامی: از نیروی نظامی ارتش و فرماندهی امنیت تشکیل شده‌است.

## تلاش برای اتحاد دو یمن
تمایل الحمدی به سیستم سوسیالیستی در جنوب یمن و گام برداشتن وی به سوی وحدت، و همچنین تشکیل شورایی از دو رئیس‌جمهور یعنی الحمدی و سالم بهار علی در فوریه ۱۹۷۷ از جمله سیاست خارجی وی بود که دنبال می‌شد. الحمدی یک سیاست میانه‌رو برقرار کرده بود و می‌خواست در همین رابطه رهبران در جنوب یمن و رئیس‌جمهور سالم ربیع علی را نیز متقاعد کند که بوی بپیوندند. این تلاش‌ها و همچنین ایده برگزاری یک کنفرانس مردمی در حقیقت بذر اولیه‌ای را می‌کاشت که بعدها به رهبری حزب کنگره مردمی علی عبدالله صالح تبدیل شد، هدف از این کنفرانس مردمی برگزاری انتخابات و خروج تدریجی ارتش از صحنه سیاسی بود. سفیر آمریکا نیز دراین میان به او گفته بود که بهترین راه برای تغییر رژیم مارکسیستی در یمن جنوبی این است که نشان دهیم سیاست‌های اصولی و روش‌های اقتصادی درست در شمال یمن موفق بوده‌است، و حال بایستی برای دیدن شوراهای منتخب و انتخابات مستقیم برای انتخاب رئیس‌جمهور این کشور آماده شد. سفیر ایالات متحده در همین رابطه اظهار داشت این اولین بار است که الحمدی در مورد انتخاب مستقیم رئیس‌جمهور کشور صحبت می‌کرد و این امر نشان می‌دهد که آل حمدی و همکارانش امیدوار بودند به طمع‌ورزی‌های سیاسی بزرگان قبایل به این شکل پایان بدهند.

## ترور
ترور ابراهیم الحمدی در شب ۱۱ اکتبر ۱۹۷۷ و دو روز قبل از دیدار وی از یمن جنوبی که در حقیقت اولین دیدار یک رئیس‌جمهوری یمن شمالی بود بوقوع پیوست. ترور وی به درگیری‌ها با نیروهای قبلی که از حاکمیت برکنار شده بودند و نیز به مخالفین اقدامات شتابزده وی در جهت وحدت با یمن جنوبی نسبت داده می‌شد همچنین به‌طور گسترده عده‌ای بر این باور بودند که عربستان سعودی طراحی این عملیات را بعد از یک دوره طولانی نزدیکی و دوری بین الحمدی و عبدالله بن حسین الاحمر رئیس اتحاد قبایل یمنی برعهده داشته‌است ولی به‌هرحال هیچ تحقیقاتی برای یافتن عاملین ترور انجام نگرفت و ابراهیم در گورستان شهدا در صنعا پایتخت یمن دفن شد.